# 圣雷米德锡耶
圣雷米德锡耶（法語：Saint-Rémy-de-Sillé，法語發音：[sɛ̃ ʁemi də sije]，意为“锡耶的圣雷米”）是法国萨尔特省的一个市镇，属于马梅尔斯区。

## 地理
圣雷米德锡耶（48°11'10"N, 0°5'34"W）面积11.25 平方千米，位于法国卢瓦尔河地区大区萨尔特省，该省份为法国西北部内陆省份，北起顺时针与奥恩省、厄尔-卢瓦省、卢瓦-谢尔省、安德尔-卢瓦尔省、曼恩-卢瓦尔省和马耶讷省接壤，是法国大西部的入口，连接卢瓦尔河谷、布列塔尼和巴黎盆地。
与圣雷米德锡耶接壤的市镇（或旧市镇、城区）包括：蒙圣让、克里塞、鲁埃、锡耶勒纪尧姆。
圣雷米德锡耶的时区为UTC+01:00、UTC+02:00（夏令时）。

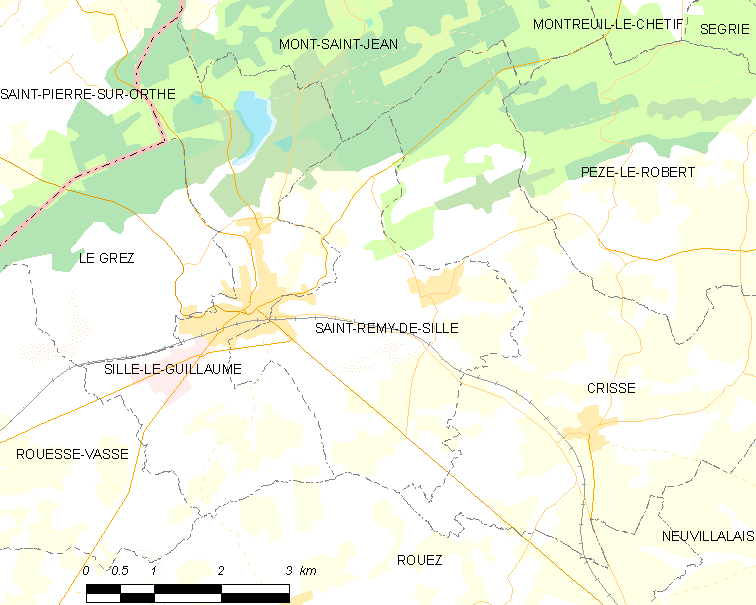
圣雷米德锡耶的OSM定位图

## 行政
圣雷米德锡耶的邮政编码为72140，INSEE市镇编码为72315。

## 政治
圣雷米德锡耶所属的省级选区为锡耶勒纪尧姆县。

## 人口

1962-2008年间圣雷米德锡耶人口变化图示

圣雷米德锡耶于2022年1月1日时的人口数量为832人。